# Ampithoe poipu
Ampithoe poipu är en kräftdjursart som beskrevs av J. L. Barnard 1970. Ampithoe poipu ingår i släktet Ampithoe och familjen Ampithoidae. Inga underarter finns listade i Catalogue of Life.